# San Antonio Millet
San Antonio Millet es una localidad situada en el municipio de Tixkokob, en el estado de Yucatán, México. Según el censo de 2020, tiene una población de 641 habitantes.

## Origen del nombre
Originalmente el lugar se llamaba Mul Chac, que en idioma maya significa "cerro rojo". A finales del siglo XIX se llamó "San Antonio Peón".
El nombre (San Antonio Millet) hace referencia a Antonio de Padua y Millet, que era el nombre del propietario original de la hacienda.

## Localización
Se encuentra al sur de la población de Tixkokob.

## Infraestructura
Entre la infraestructura con la que cuenta:
- Campo de béisbol y fútbol
- Una escuela primaria
- Una hacienda
- Una iglesia

## Sitios turísticos de interés
Hay una hacienda en San Antonio Millet, que es atractivo turístico, así como un taller de artesanías.

## Las haciendas en Yucatán
Las haciendas en Yucatán fueron organizaciones agrarias que surgieron a finales del siglo XVII y en el curso del siglo XVIII, a diferencia de lo que ocurrió en el resto de México y en casi toda la América hispana, en que estas fincas se establecieron casi inmediatamente después de la conquista y durante el siglo XVII. En Yucatán, por razones geográficas, ecológicas y económicas, particularmente la calidad del suelo y la falta de agua para regar, tuvieron una aparición tardía.
Una de las regiones de Yucatán en donde se establecieron primero haciendas maiceras y después henequeneras, fue la colindante y cercana con Mérida. A lo largo de los caminos principales como en el "camino real" entre Campeche y Mérida, también se ubicaron estas unidades productivas. Fue el caso de los latifundios de Yaxcopoil, Xtepén, Uayalceh, Temozón, Itzincab y San Antonio Sodzil.
Ya en el siglo XIX, durante y después la llamada Guerra de Castas, se establecieron las haciendas henequeneras en una escala más amplia en todo Yucatán, particularmente en la región centro norte, cuyas tierras tienen vocación para el cultivo del henequén.
En el caso de San Antonio Millet, al igual que la mayoría de las otras haciendas, dejaron de serlo, con peones para el cultivo de henequén, para convertirse en un ejido, es decir, en una unidad colectiva autónoma, con derecho comunitario de propiedad de la tierra, a partir del año 1937, después de los decretos que establecieron la reforma agraria en Yucatán, promulgados por el presidente Lázaro Cárdenas del Río. El casco de la hacienda permaneció como propiedad privada.

## Demografía
Según el censo de 2020 realizado por el INEGI, la población de la localidad es de 641 habitantes, de los cuales 329 son hombres y 312 son mujeres.
| 302                         | 353 | 325 | 303 | 350 | 364 | 375 | 482 | 498 | 562 | 564 | 582 | 588 | 641 |
| (Fuente: INEGI [Consultar]) |     |     |     |     |     |     |     |     |     |     |     |     |     |

## Galería

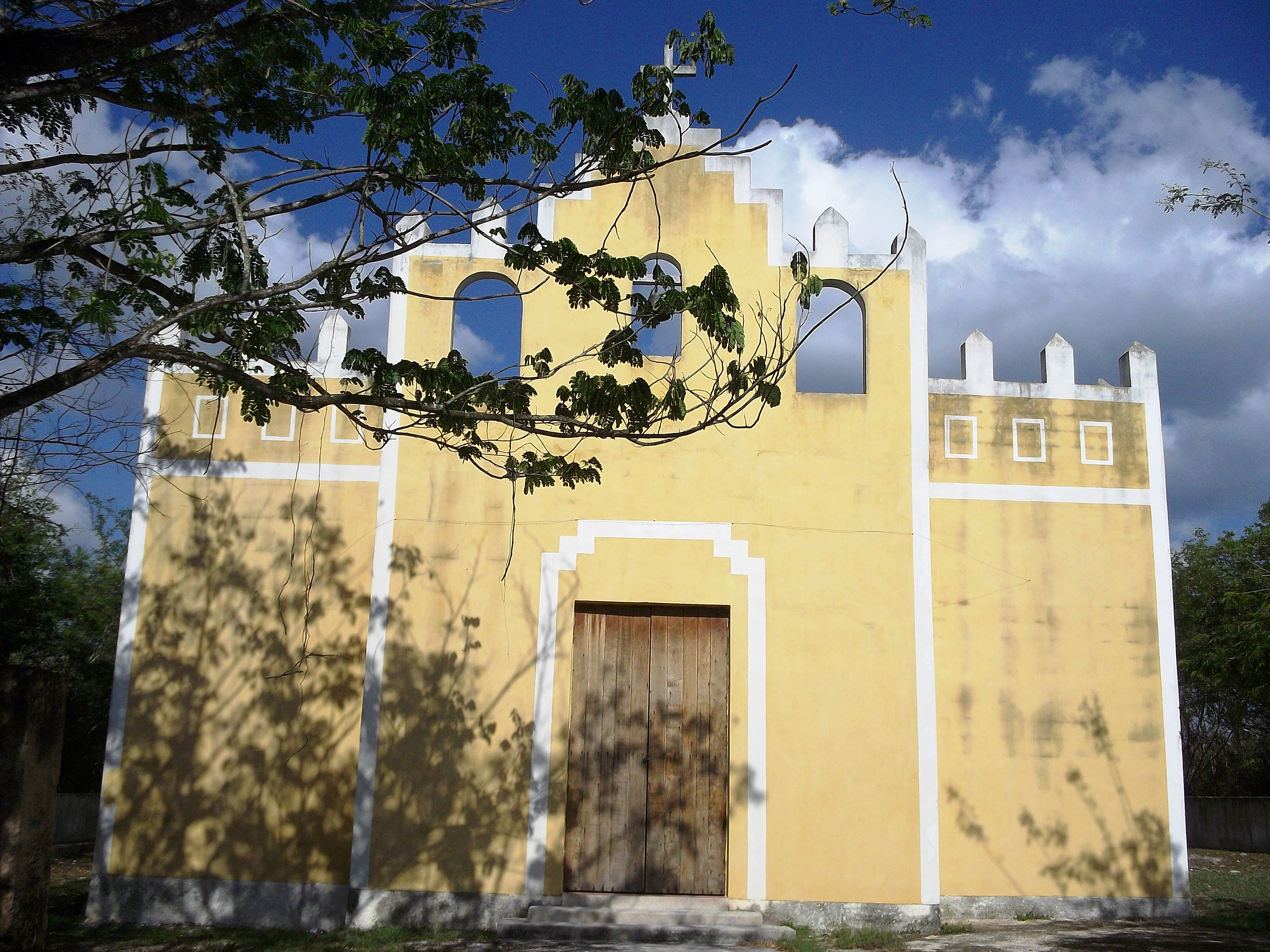
Iglesia principal de San Antonio Millet.
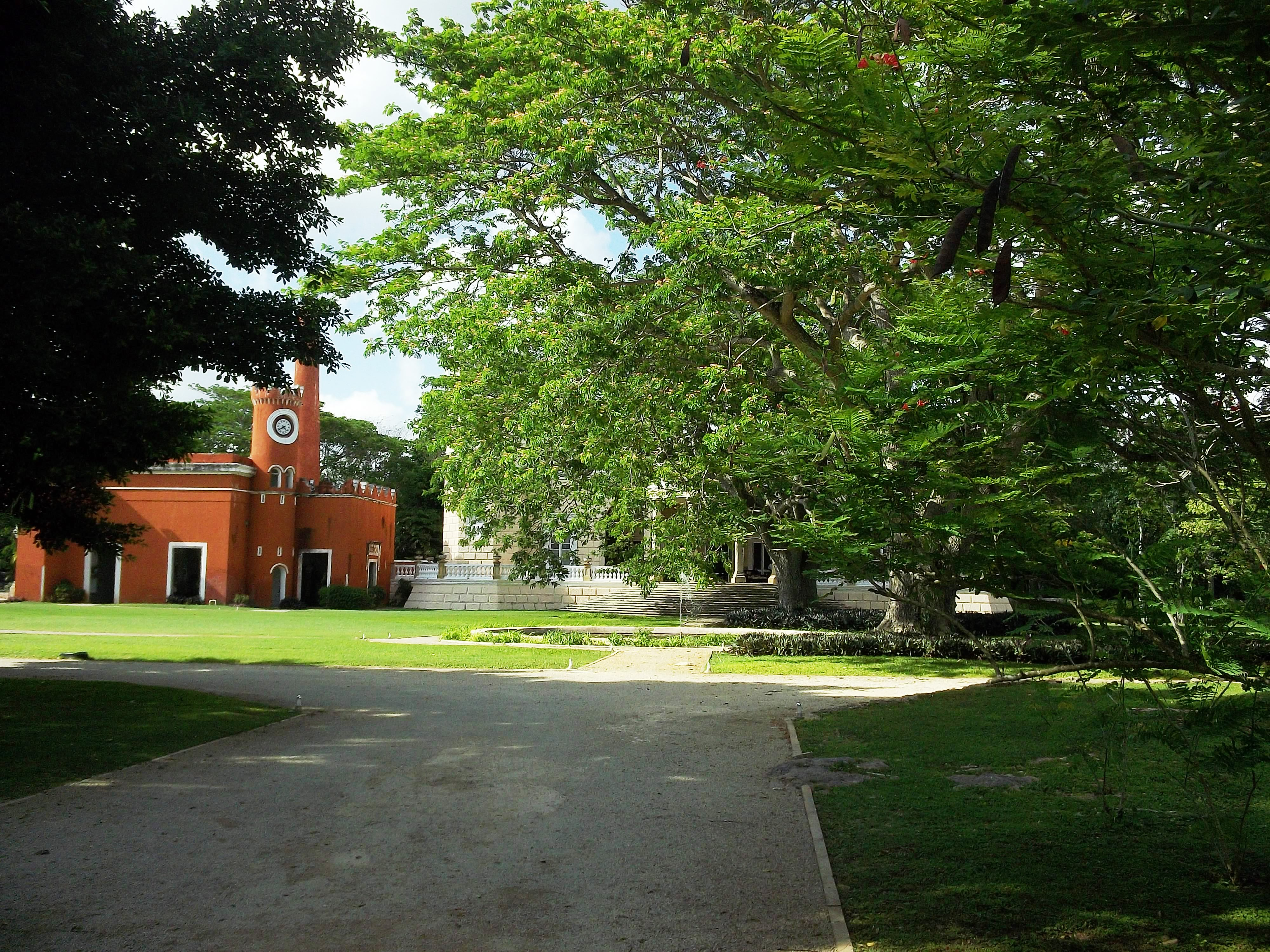
Vista de la hacienda San Antonio Millet.
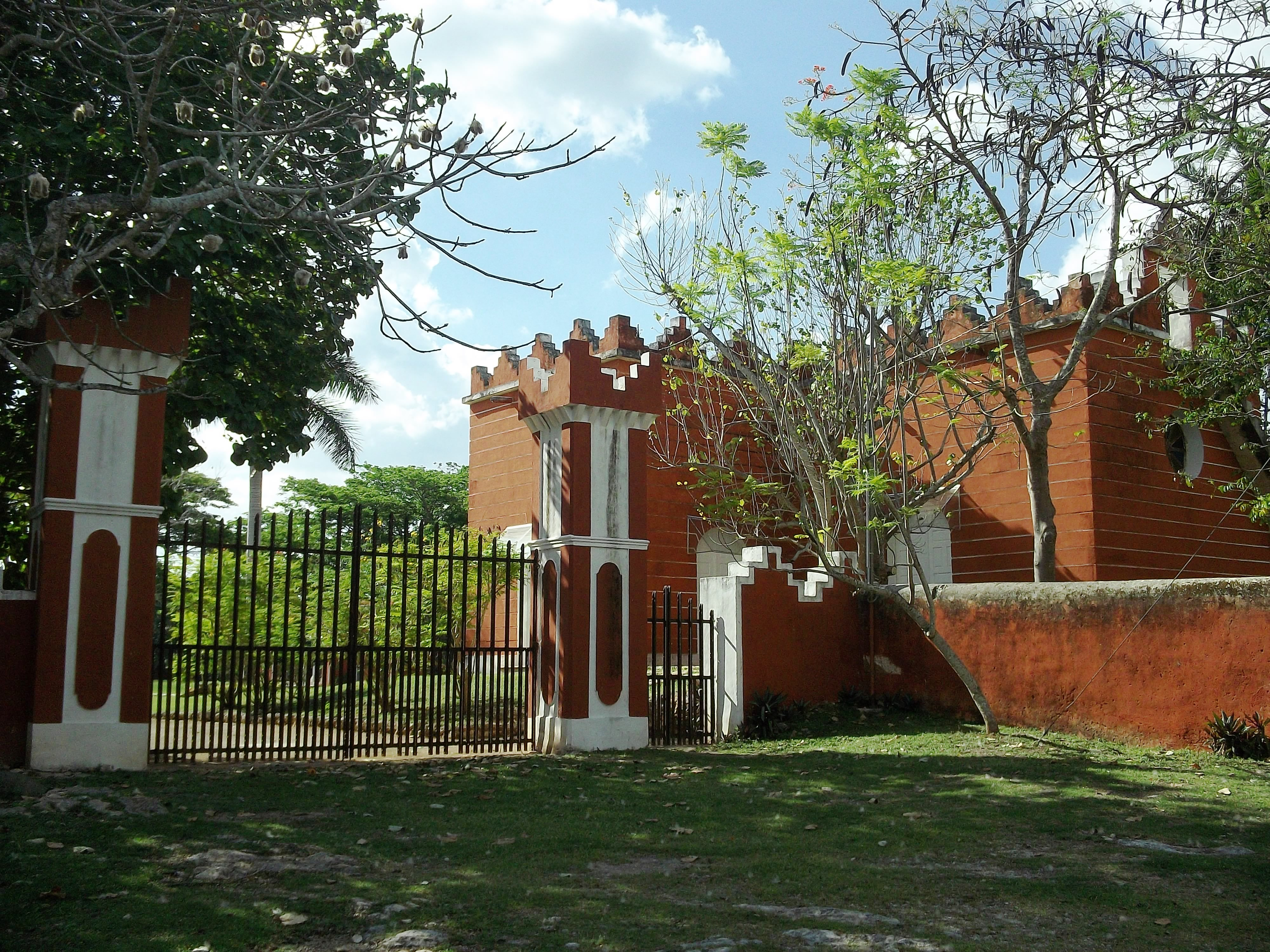
Vista de la hacienda San Antonio Millet.
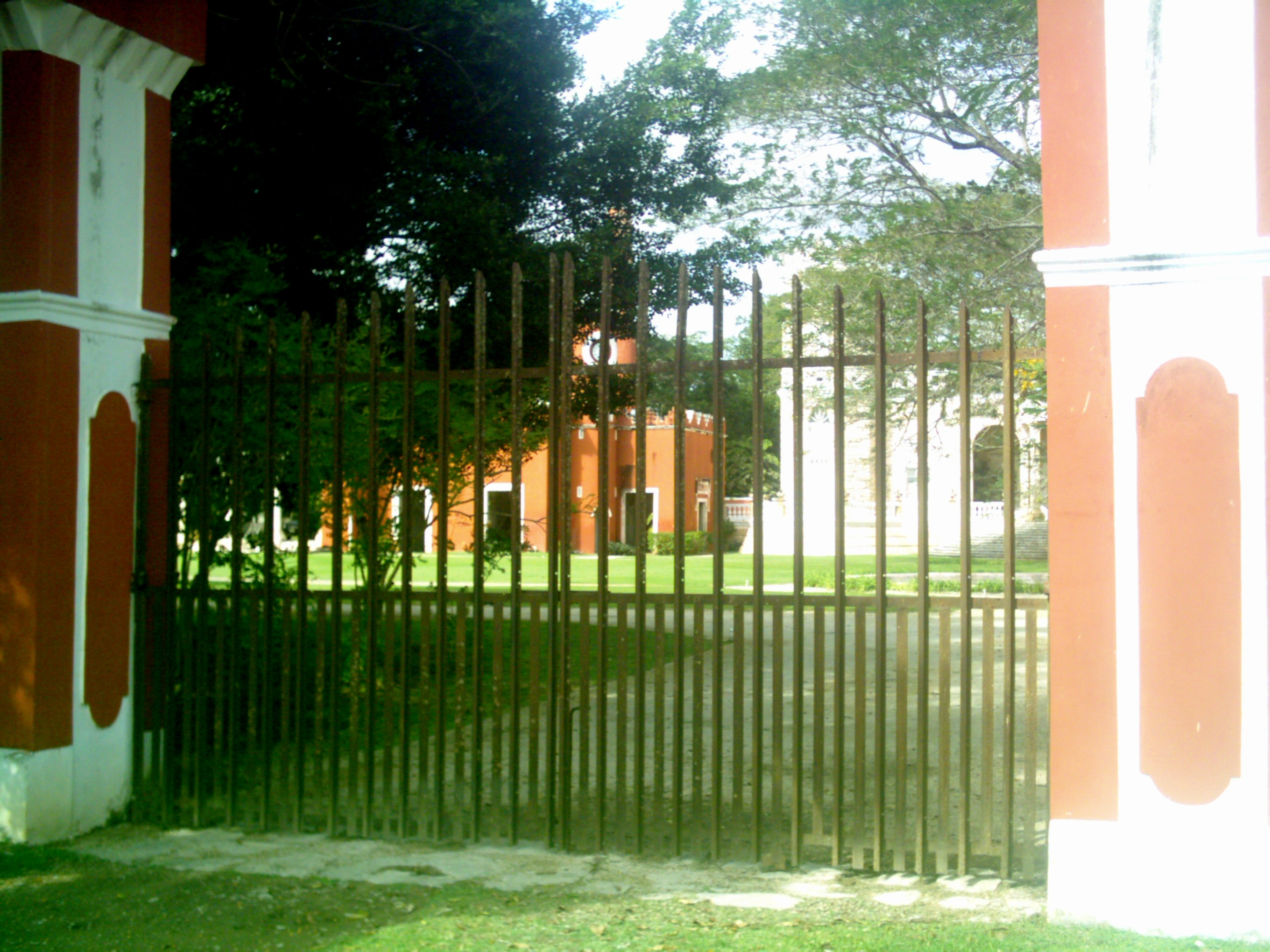
Entrada de la hacienda San Antonio Millet.
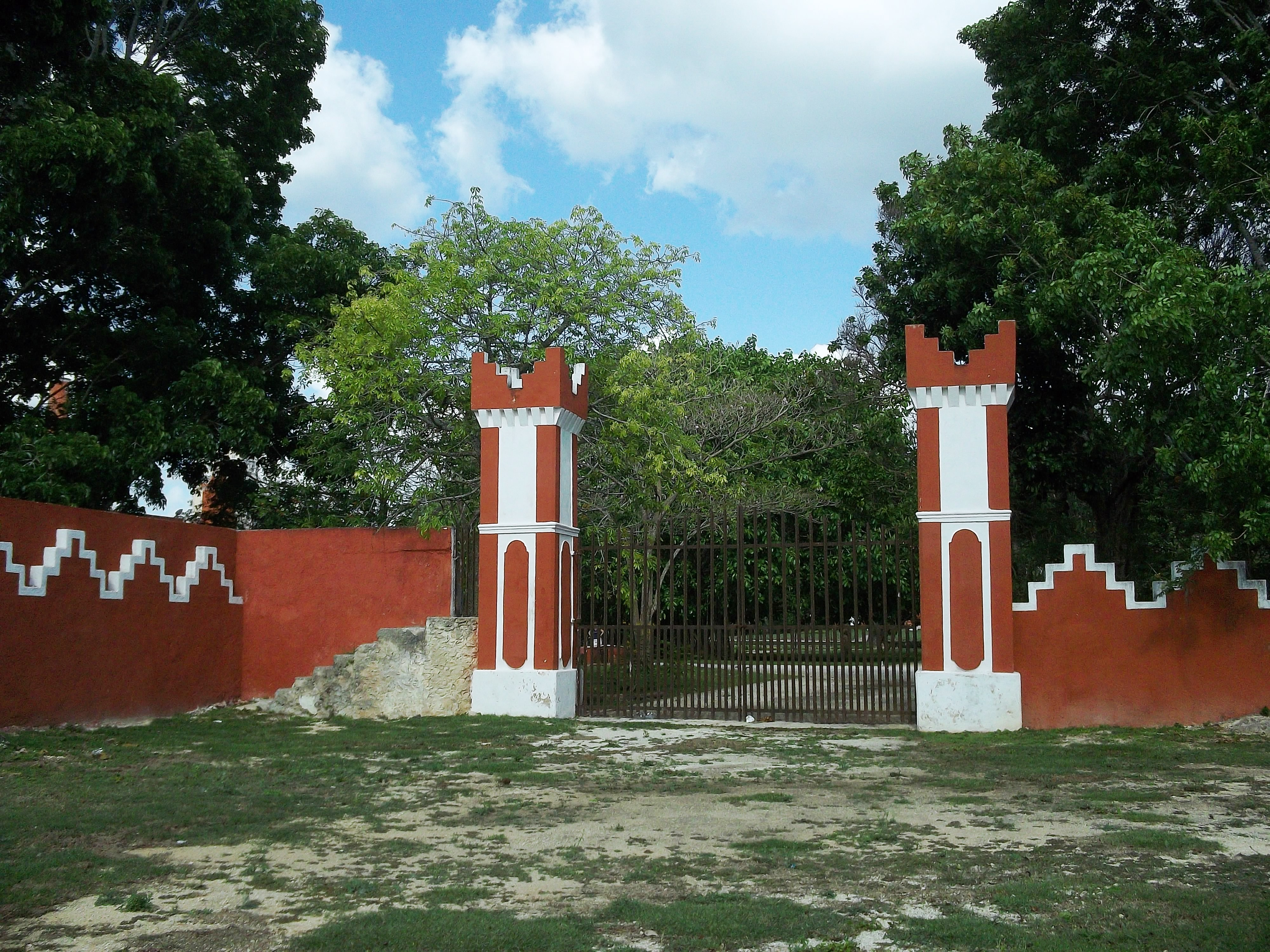
Entrada de la hacienda San Antonio Millet.